# Amata sperbius
Amata sperbius är en fjärilsart som beskrevs av Fabricius 1787. Amata sperbius ingår i släktet Amata och familjen björnspinnare. Inga underarter finns listade i Catalogue of Life.

## Bildgalleri

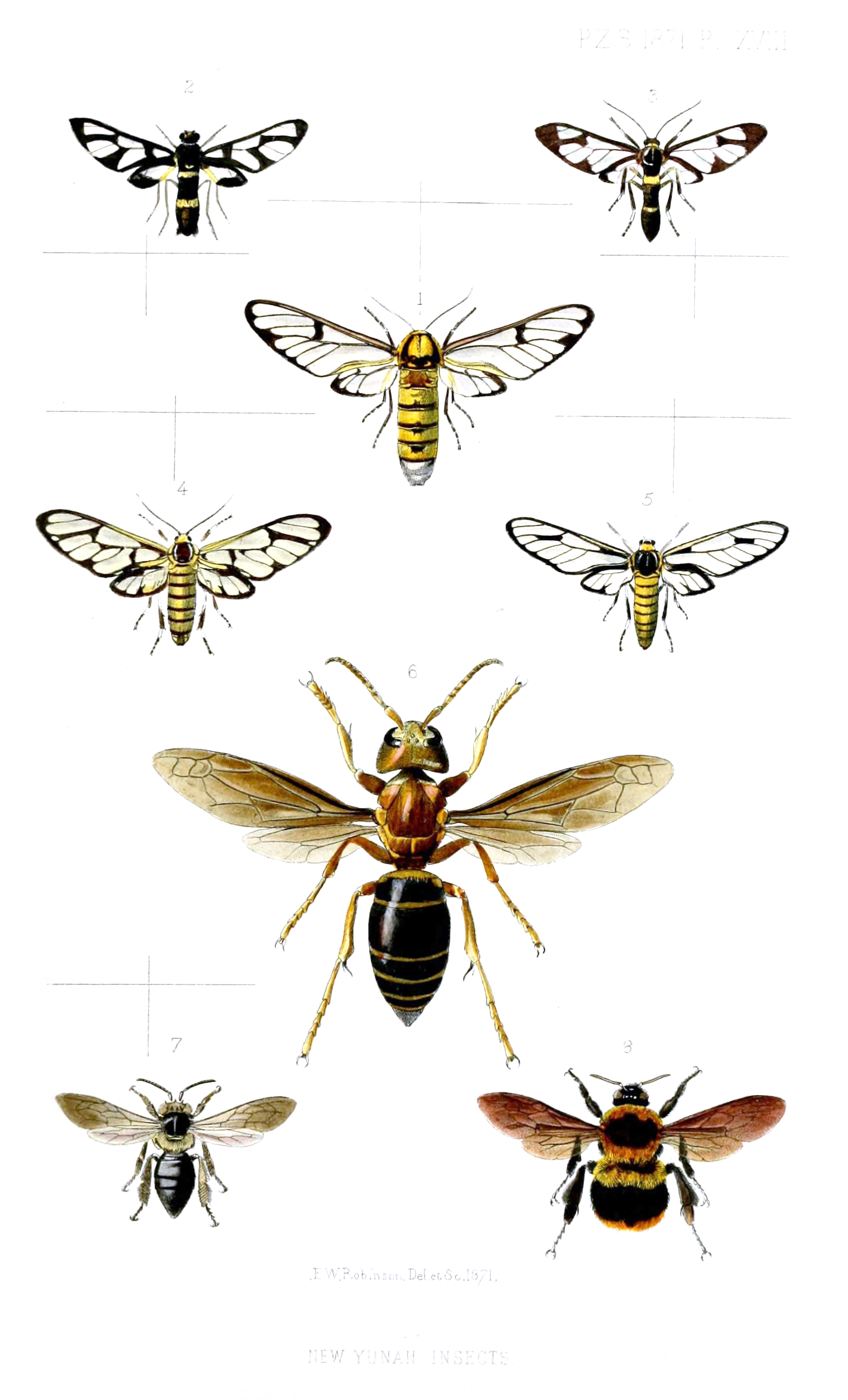